# アントニオ・ジアス・ドス・サントス
トニーニョ（Toninho）もしくはトニーニョ・バイアーノ（Toninho Baiano）ことアントニオ・ジアス・ドス・サントス（ポルトガル語: Antônio Dias dos Santos、1948年6月7日 - 1999年12月8日）は、ブラジルの元サッカー選手。元ブラジル代表。選手時代のポジションはDF。

## クラブ歴
サン・クリストヴォンAC、ガリシアECに在籍した後、1970年にフルミネンセFCに完全移籍した。
1975年にライバルのCRフラメンゴに完全移籍した。1980年にはアル・ナスルに移籍したが、1年でバングーACに移籍しブラジルに戻った。翌年に選手を引退した。

## 代表歴
1976年からブラジル代表としての出場歴があり、1978 FIFAワールドカップ、コパ・アメリカ1979に出場した。特に前者では複数の雑誌がベストイレブンに選出する活躍を見せ、3位に貢献した。